# Port lotniczy Long Lellang
Port lotniczy Long Lellang (IATA: LBP, ICAO: WBGF) – port lotniczy położony w Long Lellang, w stanie Sarawak, w Malezji.